# إدموند ميتشيليت
إدموند تشارلز أوكتاف ميشليه سياسي فرنسي ولد في 8 أكتوبر 1899 في باريس وتوفي في 9 أكتوبر 1970 في بريف لا جيلارد (كوريز). هو والد الكاتب كلود ميشليه.

## السيرة الذاتية

### مرحلة الشباب
إدمون أوكتاف ميشليه هو ابن فلورنتين أوكتاف ميشليه وفيكتور جيهان. حصل على شهادة الدراسة عام 1912، والتحق بالمشاة عام.
تأسس في بريف بعد الحرب، وعمل مثل والده، كمندوب مبيعات. ترأس الشباب الكاثوليكي في بيرن، وقام بحملة من أجل الحركة الفرنسية حتى عام 1928 ثم من أجل الكاثوليكية الاجتماعية. في عام 1930، كان رئيسًا للشبيبة الكاثوليكية في كوريز.

### المقاومة والأسر
في 17 حزيران 1940، وزع منشورات في صناديق بريد بريف تدين روح الاستسلام وبالتالي دعا إلى المقاومة من خلال عمل تشارلز بيجي. وزع نشرة تحتوي على نص "من لا يستسلم فهو محق لمن يستسلم".
انضم عشرات المسيحيين الشباب من JEC (شباب الطلاب المسيحيين) أو JOC (شباب العمال المسيحيين) إلى Michelet: جان جيلبرت، الذي انضم بعد ذلك إلى طاقم القتال الإقليمي، جورج مامي، الذي كان فيما بعد سكرتيرًا لكل من جورج بيدو، ورينيه بلانتاد، وبول دالوين، وجانين، وجاكلين جرانيت.
زعيم حركة المقاومة القتالية في ليموزين (منطقة R5) تحت اسم دوفال، ألقي القبض عليه في 25 شباط 1943 في بريف لا جيلارد من قبل الجستابو . نُقل إلى فريسنس حيث احتُجز بمعزل عن العالم الخارجي، ورُحل في سبتمبر 1943 إلى داخاو حيث أعجب بشخصية جورج لابيير . قبل اغتياله، قام الجنرال تشارلز ديليستراينت، المسجون مع أسقف كليرمون فيران غابرييل بيجيه والأب لافين، بإعطائه قطعة من ورق التواليت كانت بمثابة خطاب يعطي الأمر لـ "يتجمعون حول ميشليه".

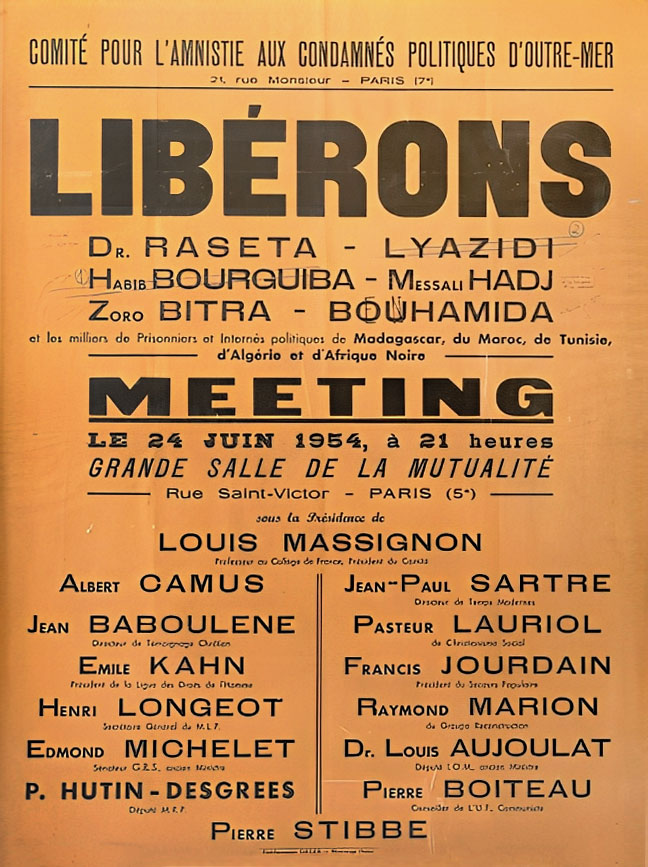
اجتماع للإفراج عن السجناء والمعتقلين السياسيين من مدغشقر والمغرب وتونس والجزائر وأفريقيا، بحضور إدمون ميشليه، 24 يونيو 1954.

أعيد إلى وطنه من المعسكر الأخير في حزيران 1945. بالعودة إلى فرنسا، ترأس إدموند ميشليه اللجنة الوطنية الفرنسية في داخاو (منظمة لعودة المرحلين الفرنسيين والإسبان). من تموز 1945 كان مندوب في الجمعية الاستشارية المؤقتة للسجناء والمبعدين.
بعد نشر Le Mensonge d'Ulysse في عام 1950 الذي يصف ظروف الاحتجاز في داخاو، رفع دعوى تعويض ضد باول راسنييه، والتي سحبها في نفس العام من خلال تقديم تعويض عن التكاليف التي تكبدها الطرف الخصم.
بعد الحرب، أدلى إدموند ميشليه بشهادته عدة مرات كشاهد شخصية لجو عطية، وهو رجل عصابة من عصابة Tractions Avant التقى بها في معسكر الاعتقال، مما جعله محمياً ولا يمكن المساس به حقًا.

### الحياة السياسية
انتخب عضوًا في البرلمان عن كوريز تحت تسمية الحركة الجمهورية الشعبية في عام 1945، وأصبح إدموند ميشليه وزيرًا للقوات المسلحة بقيادة الجنرال ديغول في 21 نوفمبر 1945، وهو المنصب الذي شغله حتى 16 ديسمبر 1946. أعيد انتخابه نائباً في عام 1946 (الجمعية الوطنية التأسيسية الثانية والجمعية الوطنية)، وجلس في قصر بوربون لكنه هُزم في عام 1951.
انضم بعد ذلك إلى الجبهة الوطنية الرواندية، التي أصبح أحد القادة الرئيسيين فيها. في عام 1947، شارك في تأسيس حركة الجمهوريين الشعبية، التي جمعت أولئك المطرودين أو المستقيلين من الحركة الجمهورية الشعبية لعضوية مزدوجة مع تجمع الشعب الفرنسي.
كان عضو في مجلس الشيوخ عن منطقة نهر السين بين عامي 1952 و1959 (نائب رئيس مجلس الجمهورية في عام 1958).

### حرب الجزائر وإعادة العمل بعقوبة الإعدام لدوافع سياسية
في 9 حزيران 1958، عاد إلى الحكومة كوزير لشؤون المحاربين القدامى (وزارة الغول)، ثم وزيرًا للعدل من 8 كانون الثاني 1959 حتى 24 أغسطس1961، عندما استاء ميشال ديبري من معارضته القاسية جدًا. القمع الذي قاده موريس بابون ضد جبهة التحرير الوطني وجزائريو باريس يحصل على بديله. رئيس الوزراء في الواقع يحكم على عمل "حارس الأختام"، الذي يؤيد التفاوض مع جبهة التحرير الوطني، بأنه متساهل للغاية.
بصفته وزيرا للعدل، وقع إدموند ميشليه في 4 حزيران 1960 مرسوم عدل بشكل عميق قانون العقوبات وقانون الإجراءات الجنائية وأعاد عقوبة الإعدام لأسباب سياسية كانت قد ألغيت منذ عام 1848. مُرر هذا المرسوم دون أن يلاحظه أحد نسبيًا، وقد ندد به فقهاء مرموقون. أثناء محاكمة الجنرالات موريس شال وأندريه زيلر، المؤلفين المشاركين في انقلاب 22 أبريل 1961، كتب ميشليه رسالة شخصية في 30 أيار1961 إلى المدعي العام بيسون يطلب منه المطالبة بعقوبة الإعدام في جلسة الاستماع."من الواضح أنه يجب عادة المطالبة بالعقوبة القصوى لكليهما". رفض بيسون أوامره وطلب عقوبة السجن المؤبد في الحجز الجنائي، رأت المحكمة أن هناك ظروفًا مخففة وتحددها بخمسة عشر عامًا. بعد فترة وجيزة، أجبره إدموند ميشليه على ترك منصبه.
كان ميشليه عضوًا في المجلس الدستوري من عام 1962 حتى عام 1967، وكان أيضا الرئيس الدولي للمركز الأوروبي للتوثيق والمعلومات من عام 1962 حتى عام 1964.
في عام 1963، بناءً على طلب الجنرال ديغول ، أسس الجمعية الفرنسية الجزائرية. أصبح إدمون ميتشيليت وزيرًا للدولة ، مسؤولًا عن الخدمة العامة، من 6 أبريل 1967 حتى 31 أيار 1968 ( حكومة جورج بومبيدو الرابعة) ، ثم خلف أندريه مالرو وزيرًا للشؤون الثقافية، من 20 يونيو حتى وفاته ( جاك شابان دلماس).
أصبح صديقًا لديغول، وحتى الرسام مارك شاغال. قال عنه أندريه مالرو إنه "قسيس فرنسا".

### الموت والتكريم العام

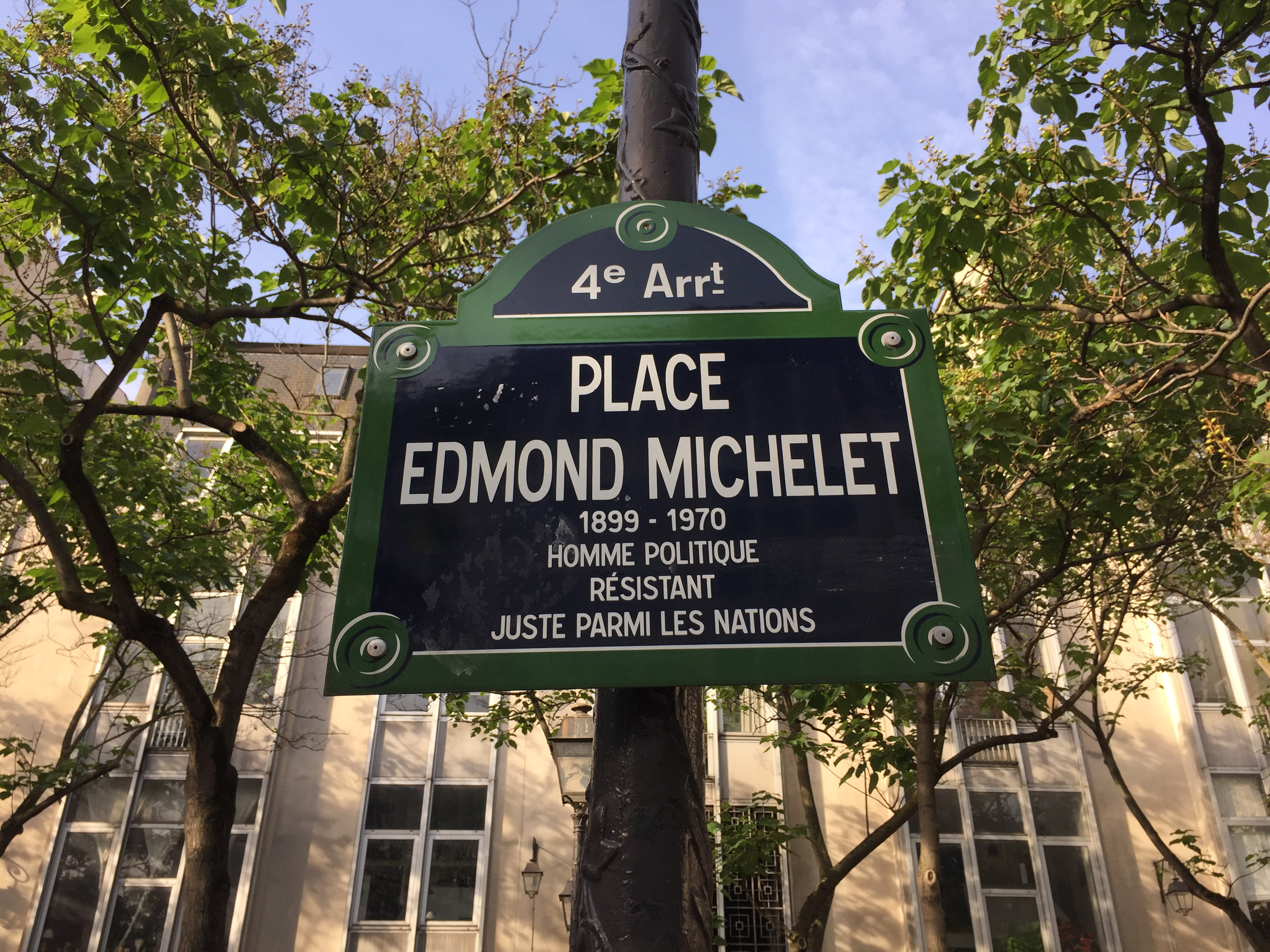
مرقد إدموند ميشليه في باريس.

توفي في 9 أكتوبر في منزله في مارسيلاك (بريف)، ضحية لنزيف في المخ. توفيت زوجته المولودة ماري فيالي عام 1989 عن عمر ناهز 89 عام.
أقيمت الجنازة الرسمية لإدموند ميشليه في كنيسة سانت مارتن الجماعية في بريف لا جيلارد، وقد أقام قداس ثمانية قساوسة كانوا من المرحلين السابقين من محتشد اعتقال داخاو. ألقى رئيس الوزراء جاك شابان-دلماس كلمة. دُفن، وفقًا لرغبات المتوفى، في كنيسة نوتردام دي لا بيه ثم عادته كمرحل من داخاو . شيد إدمون ميشليه في عام 1959، على بعد مائة متر من منزله في مارسيلاك. ومن بين البرقيات التي أرسلت والبرقيات التي تم تلقيها، تلك التي أرسلها جورج بيدولت، وهنري فريناي، ومارسيل بول، وآلان بوهير، وإدوارد بالادور، وجنيفيف ديغول-أنثونيوز، وآخرين.
هو جد لأربعة وأربعين حفيدًا، بمن فيهم كزافييه باتير، موظف حكومي كبير وكاتب، وبرتراند ريفيير، زوج عازفة الكمان ماريان ريفيير، بينوا ريفيير، أسقف أوتون.

## المنشورات
- على الولاء في السياسة. رسالة إلى الأب ج. ، المصير الصغير ، 1949
- شارع الحرية (رواية) ، Éditions du Seuil، 1955، André-Jullien du Breuil Prize من الأكاديمية الفرنسية في 1956 طبعة جديدة في 2020.
- ضد الحرب الأهلية ، Librairie Plon ، 1957
- الديجولية ، مغامرة مثيرة ، Librairie Arthème Fayard ، 1962
- شجار الإخلاص. يمكن للمرء أن يكون ديجولي اليوم ؟ مقابلات مع آلان دهاميل ، فايارد ، 1971
- من خلال القضبان. رسائل من السجن من إدمون ميشليه إلى زوجته ، سلفادور ، 2020.
- جاك بيرييه وإدموند ميتشيليت ، مطاردة الآخرين ، سالفاتور ، 2020.[11][12]